# خوسيه أباريسيدو
خوسيه أباريسيدو (15 نوفمبر 1946 في البرازيل - ) هو لاعب كرة سلة برازيلي في مركز الوسط، شارك في الألعاب الأولمبية الصيفية 1968 والألعاب الأولمبية الصيفية 1972 وبطولة كأس العالم لكرة السلة 1970 ودورة الألعاب الأمريكية 1971. ولعب مع نادي كورينثيانز لكرة السلة.

## وصلات خارجية
- خوسيه أباريسيدو على موقع الاتحاد الدولي لكرة السلة (الإنجليزية)
- خوسيه أباريسيدو على موقع الاتحاد الدولي لكرة السلة (الإنجليزية)
- خوسيه أباريسيدو على موقع سبورتس رفرنس (الإنجليزية)
- خوسيه أباريسيدو على موقع أوليمبيديا (الإنجليزية)